# ウンツァ
ウンツァ（Huntza）は、スペインのフォークロックバンド。グループ名は「ツタ」を意味する。基本的にバスク語で歌っている。2014年にバスク州ビスカヤ県ビルバオで結成された。

## 経歴
2014年にバスク州ビスカヤ県ビルバオの街頭で結成された。全員がバスク州ギプスコア県の異なる町の出身である。2016年3月8日には楽曲「Harro gaude」を発表した。2016年11月にはシングル「Aldapan gora」を発表し、同曲のミュージックビデオはYouTubeにおけるバスク語の曲でもっとも視聴された曲となった。2016年にはファーストアルバム『Ertzetatik』を発表した。
2017年にはシングル「Lumak」を発表した。2018年には「Lasai, lasai」などのシングルを含むセカンドアルバム『Xilema』を発表した。

## メンバー
- ホスネ・アラキスタイン・サラス - ボーカル、トリキティシャ
- ウシュエ・アモナリス・スビオンド - ボーカル、タンバリン
- アイトール・ウイシ・イサギーレ - ヴァイオリン
- アイツォル・エスキサベル・ルイス - ギター
- インアール・エスキサベル・ルイス - ベース
- ペル・アルトゥベ・カサリス - ドラム

## ディスコグラフィー

### アルバム
- 2016年 Ertzetatik
- 2018年 Xilema